# Fraktion der Europäischen Rechten
Die Fraktion der Europäischen Rechten (engl. Group of the European Right, fr. Groupe des droites européennes), kurz ER oder GDE, war eine von 1984 bis 1989 bestehende rechtsextreme Fraktion im Europäischen Parlament. Sie war Vorgänger der von 1989 bis 1994 bestehenden Technischen Fraktion der Europäischen Rechten (DR). Insgesamt zählte die Fraktion 17 Abgeordnete. Vorsitzender war der französische Politiker Jean-Marie Le Pen. Ursprünglich war dafür der italienische Abgeordnete Giorgio Almirante vorgesehen.

## Geschichte
Die Parlamentsfraktion entstand nach der Europawahl 1984. Fünf Jahre nach der ersten Europawahl gelang es den Rechtsextremen in der zweiten Legislaturperiode erstmals eine eigene Fraktion im Europäischen Parlament zu bilden. Die Fraktion der Europäischen Rechten bestand zunächst aus den zehn Abgeordneten des französischen Front National (FN), den fünf Abgeordneten der italienischen Movimento Sociale Italiano (MSI) und dem Abgeordneten der griechischen Ethniki Politiki Enosis (EPEN). Ein Jahr nach der Gründung schloss sich 1985 ebenfalls der Abgeordnete der nordirischen Ulster Unionist Party (UUP), der die konservative Fraktion Europäische Demokraten aus Protest gegen das Anglo-Irische Abkommen verlassen hatte, der rechtsextremen Fraktion an.

Nach der Europawahl 1989 gründete die FN mit den deutschen Republikanern die Technische Fraktion der Europäischen Rechten, während die UUP zur EVP-Fraktion wechselte, die MSI fraktionslos blieb und die EPEN den Wiedereinzug ins Parlament verpasste.
| Zeitraum  | Fraktion                                        | Wichtigste Parteien |
| --------- | ----------------------------------------------- | ------------------- |
| 1984–1989 | Fraktion der Europäischen Rechten               | FN, MSI             |
| 1989–1994 | Technische Fraktion der Europäischen Rechten    | FN, REP             |
| 2007      | Identität, Tradition, Souveränität              | FN, PRM             |
| 2009–2014 | Europa der Freiheit und der Demokratie          | UKIP, Lega Nord     |
| 2014–2019 | Europa der Freiheit und der direkten Demokratie | UKIP, M5S           |
| 2015–2019 | Europa der Nationen und der Freiheit            | FN/RN               |
| 2019–2024 | Fraktion Identität und Demokratie               | Lega, RN, AfD       |
| seit 2024 | Patrioten für Europa                            | RN, Fidesz          |
| seit 2024 | Europa der Souveränen Nationen                  | AfD                 |

## Mitglieder
| Land                   | Partei                     | MdEP | MdEP | MdEP |
| Land                   | Partei                     | 1984 | 1989 | Abgeordnete |
| ---------------------- | -------------------------- | ---- | ---- | --- |
| Frankreich             | Front National             | 10   | 09   | Bernard Antony, Martine Lehideux, Jean-Marie Le Pen, Jean-Pierre Stirbois (bis 15. April 1986), Dominique Chaboche (bis 15. April 1986), Gilbert Devèze (ab 16. April 1986), Roland Gaucher (ab 16. April 1986), Gustave Pordea, Michel Collinot, Michel de Camaret (bis 24. Juni 1987), Roger Palmieri (ab 1. Juli 1987), Olivier d’Ormesson (bis 15. November 1987, dann fraktionslos), Jean-Marie Le Chevallier |
| Griechenland           | Ethniki Politiki Enosis    | 01   | 01   | Chrýsanthos Dimitriádis (bis 31. Juli 1988), Aristídis Dimópoulos (1. August 1988 bis 6. Februar 1989), Spyrídon Zournatzís (ab 9. Februar 1989) |
| Italien                | Movimento Sociale Italiano | 05   | 05   | Giorgio Almirante (bis 23. Mai 1988), Giulio Maceratini (6. Juni bis 1. Oktober 1988), Marco Cellai (ab 7. Oktober 1988), Antonino Buttafuoco, Francesco Petronio, Pino Romualdi (bis 22. Mai 1988), Silvio Vitale (ab 6. Juni 1988), Antonino Tripodi (bis 19. August 1988), Antonio Nicola Cantalamessa (ab 1. September 1988)                                                                                   |
| Vereinigtes Königreich | Ulster Unionist Party      | –    | 01   | John Taylor (ab 19. Januar 1987) |

## Vorstand
- Präsident: Jean-Marie Le Pen
- Vizepräsidenten:
  - Olivier d’Ormesson (bis 15. November 1987)
  - Pino Romualdi (bis 22. Mai 1988)
  - Chrýsanthos Dimitriádis (bis 31. Juli 1988)
  - Francesco Petronio (ab 1. August 1988)
  - Martine Lehideux (ab 1. August 1988)
- Schatzmeister: Jean-Marie Le Chevallier
- Stellvertretender Schatzmeister: Antonino Buttafuoco
- Mitglieder des Vorstands:
  - John Taylor (ab 11. Oktober 1987)
  - Aristídis Dimópoulos (1. August 1988 bis 6. Februar 1989)